# ロバート・コクラン
ロバート・コクラン (英語：Robert Cochran) は、アメリカ合衆国の脚本家および映画プロデューサーである。
彼はボブ・コクラン (英語：Bob Cochran) という名でも知られており、テレビドラマシリーズ「ニキータ (原題：La Femme Nikita)」や、「24」の共同制作者として知られている。
彼はテレビドラマシリーズの共同制作者およびプロデューサーとしてよく知られているが、脚本家としても活躍しており、北米で放映された昼ドラマ「ファルコン・クレスト (原題：Falcon Crest)」、「The Law of Los Angeles」、「犯罪捜査官ネイビーファイル (原題：JAG)」のほか、「ニキータ」では脚本も書いている。

## 人物と来歴
12歳の時、家族と共にカリフォルニア州モントレーに移住し、そこで彼は青年期を過ごした。
弁護士の資格を有している。作家としてのキャリアをスタートさせた頃、「L.A.ロー 七人の弁護士 (原題：L.A. Law)」や「ザ・アンタゴニスト (原題：The Antagonists)」といった法廷シリーズドラマの脚本を書いている。
歴史をテーマとした作品には、2001年のミニシリーズ「アッティラ (原題：Attila)」がある。
彼は主にテレビ番組を活躍の場として番組制作および脚本著作を行っている。
彼の最近の仕事は、非常に成功を収めている人気テレビジョンシリーズ「24」であり、本作では制作者のジョエル・サーノウ (Joel Surnow) と並んで共同制作者となっている。
ジョエル・サーノウとはこれまでにもしばしば共同制作者として仕事を共にしており、2007年のテレビ映画「The Madness of Jane」でも、両者は責任制作者として共同作業を行っている。

## キャリア
1987年に「L.A.ロー 七人の弁護士」のエピソード "Brackman Vasektimized" の作者としてそのキャリアをスタートさせた。本番組では翌1988年にもうひとつ "Dummy Dearest" というエピソードを書いている。
さらに1989年から1990年にかけて、彼は有名なテレビシリーズ「ファルコン・クレスト」においても脚本を担当している。
近年、コンサルタントおよび責任制作者としてコクランは、ジョエル・サーノウと共同制作した、キーファー・サザーランド主演のリアルタイムシリーズ「24」において大成功を収めている。
ジョエル・サーノウとは、「24」のヒット以前、ピータ・ウィルソン (Peta Wilson) が主役で秘密地下組織の工作員を演じたテレビドラマシリーズ「ニキータ」全5シーズンを共同制作・演出しており、さらに後にはシリーズコンサルタントとして活躍した。
最近、コクランはデヴィッド・アーマン (David Ehrman) とテレビショー「カンパニーマン (原題：Company Man)」を、またデヴィッド・ヘミングソン (David Hemingson) と「ザ・コール (原題：The Call)」をそれぞれプロデュースしている。
テレビシリーズ「24」の製作者として、彼らは2006年発売のテレビゲーム、「ゲーム版24 (原題：24: The Game)」の製作にも協力している。
また彼は「24 ザ・ムービー (原題：24 the movie)」の脚本も担当している。
コクランはこれまでに多くの賞を受けている。
それらの賞の中でも特筆すべきは、エミー賞でのノミネートおよび受賞歴についてだろう。
2002年、2003年、2004年および2005年に彼は「24」でエミー賞の各賞にノミネートされ、そのうち2002年には「24」に対してエミー賞の脚本賞（ドラマ部門）をサーノウなどと共に共同受賞している。
そして2006年、テレビジョンシリーズ「24」は、作品賞（ドラマ部門）と、連邦捜査官ジャック・バウアー役を演じたカナダ人俳優キーファー・サザーランドに対しシリーズにおけるその主導的役割を評価して贈られた主演男優賞（ドラマ部門）の2賞を含め、5部門のエミー賞を獲得した（作品賞（ドラマ部門）、演出監督賞（ドラマシリーズ部門）、主演男優賞（ドラマ部門）、劇中曲賞（シリーズ部門）、編集賞（シングルカメラ・ドラマシリーズ部門））。
また全米制作者協会 (Producers Guild of America: PGA) は2003年、2004年、2006年および2007年、「24」に対して彼を "PGA Golden Laurel Awards" の "Television Producer of the Year Award in Episodic" にノミネートし、そのうち2002年には同賞を与えている。
さらに2007年、全米脚本家協会 (Writers Guild of America: WGA) も「24」に対して彼をWGA賞（テレビ部門）にノミネートした。

## フィルモグラフィ

### 主な制作作品
- 「ザ・コミッシュ」 The Commish (1991-1995)：テレビシリーズ
- 「犯罪捜査官ネイビーファイル」 JAG (1995-2005)：テレビシリーズ
- 「24 -TWENTY FOUR-」 24 (2001-2007)：テレビシリーズ
- 「カンパニーマン」 Company Man (2007)：テレビ映画
- 「ザ･コール」 The Call (2007)：テレビシリーズ
- 「ジェーンの狂気」 The Madness of Jane (2008)：テレビ映画

### 主な脚本作品
- 「L.A.ロー 七人の弁護士」 L.A. Law (1986-1994)：テレビシリーズ
- 「ファルコン・クレスト」 Falcon Crest (1981-1990)：テレビシリーズ
- 「サンズ・アンド・ドーターズ」 Sons and Daughters (1991)：テレビシリーズ
- 「ザ・アンタゴニスト」 The Antagonists (1991)：テレビシリーズ
- 「ザ・コミッシュ」 The Commish (1991-1995)：テレビシリーズ
- 「犯罪捜査官ネイビーファイル」 JAG (1995-2005)：テレビシリーズ
- 「ニキータ」 La Femme Nikita (1997-2001)：テレビシリーズ
- 「アッティラ」 Attila (2001)：テレビ映画
- 「24 -TWENTY FOUR-」 24 (2001-2007)：テレビシリーズ
- 「カンパニーマン」 Company Man (2007)：テレビ映画
- 「ザ･コール」 The Call (2007)：テレビシリーズ

### 制作コンサルタント作品
「ニキータ」 La Femme Nikita (1997-2001)：テレビシリーズ

## 受賞歴

### エミー賞
- 2002年 脚本賞（ドラマ部門）：24 -TWENTY FOUR-（受賞）
- 2002年 作品賞（ドラマ部門）：24 -TWENTY FOUR-（ノミネート）
- 2003年 作品賞（ドラマ部門）：24 -TWENTY FOUR-（ノミネート）
- 2004年 作品賞（ドラマ部門）：24 -TWENTY FOUR-（ノミネート）
- 2005年 作品賞（ドラマ部門）：24 -TWENTY FOUR-（ノミネート）
- 2006年 作品賞（ドラマ部門）：24 -TWENTY FOUR-（受賞）

### 全米脚本家協会賞
- 2007年 WGA最優秀ドラマシリーズ部門：24 -TWENTY FOUR-（ノミネート）

### モンテカルロTVフェスティバル
- 2006年 "Golden Nymph" 賞：24 -TWENTY FOUR-（受賞）

### 全米制作者協会賞 "PGA Golden Laurel Awards"
- 2003年 "Television Producer of the Year Award in Episodic"：24 -TWENTY FOUR-（受賞）
- 2004年 "Television Producer of the Year Award in Episodic"：24 -TWENTY FOUR-（ノミネート）
- 2006年 "Television Producer of the Year Award in Episodic"：24 -TWENTY FOUR-（ノミネート）
- 2007年 "Television Producer of the Year Award in Episodic"：24 -TWENTY FOUR-（ノミネート）